# 好奇心日报
好奇心日报是中国大陸的一家已经停止运营的数字媒体。主要依托网站、移动应用程序、微信公众号和邮件订阅等途径传播其报道。于2014年由第一财经周刊创始人之一的伊险峰创办。其口号为“好奇驱动你的世界”。

## 概览
好奇心日报主要报道内容涵盖商业、社会、文化、科技、生活、娱乐、游戏、时尚等方面，同时有“好奇心研究所”发布各种投票、调查。与中国大陸风行的个性推荐化新闻产品不同，好奇心日报采用杂志化的反个性推荐模式，新闻更新较一般媒体缓慢，但选材、内容品質普遍较高。
其報導定位於「商業洞察」、「生活方式」、「年輕中產」，並將嚴肅內容以通俗方式呈現，內容與可讀性並重。文章內容有年輕中產所擁護的自由主義傾向，曾报道北京当局清理低端人口事件，在诺贝尔和平奖得主刘晓波逝世当天以介绍20本有关自由的书的擦边球形式作纪念。在2019年8月末恢复更新的公告中，其写到“自由的灵魂，比那些东西重要”，“那些”代指商业上曾经成功的该网站。
2018年，其移动端月度独立用户数为8万台左右，网页端用户在107万人左右。

## 整改风波
2018年7月13日，上海市委网信办發文稱“接網民舉報，上海佩珀文化传播有限公司在上海非法开展新闻信息服务活动”，該公司“非法组建‘新闻采编团队’，在‘好奇心日报’网络平台上违规提供时政新闻信息服务，开设原创新闻栏目、刊登大量外媒时政类文章”，並發出整改通知書。在这之前，好奇心日报经常转载的媒體有纽约时报等。并发出一些可能与“主旋律”不同的，在中国大陆可能认为尖锐的声音。另外，在整改前该平台部分文章的评论中，一些用户称好奇心日报为“勇敢的心”。在此年7月份，该媒体除時政外其他欄目并没有停止更新。
2018年8月3日，上海市委网信办和北京市委网信办聯合約談好奇心日報，認為該平台有“未经许可长期擅自从事互联网新闻信息服务、开设原创新闻栏目、组建‘新闻采编团队’等问题”，違反了《网络安全法》《互联网新闻信息服务管理规定》，責令其進行一個月的整改，並將微博微信等社交媒體帳號禁言。好奇心日報發布公告表示，將應網信部門管理要求。此次整改从2018年8月3日15时至9月2日15时，下架移动应用并全平台停止更新，删除了部分文章，减少了部分栏目和涉及时政的内容，比如“卫星新闻”、“2017故事”等栏目。
2018年9月2日整改结束后，仍然能看到一些独立的报道，并加入了新栏目“历史上的今天”。
2019年4月22日，部分網民發現在中国大陸苹果应用商店中，好奇心日报被下架，安卓应用商店中，无法进行下载。
2019年5月27日，好奇心日报宣布停止更新三个月，移动应用在中国大陸全面下架，并关闭评论功能。但在这三个月的新文章仍可在好奇心日报旗下的一个名为“好奇怪”的移动端应用中被查看到。在这之前，这个应用是一个壁纸分享软件。
2019年6月13日起，在微博和推特有传闻好奇心日报团队已解散。6月18日，好奇心日报承认，由于内容的减少和广告收入预期的降低，紧缩了团队的规模。该媒体总编辑杨樱表示，政府对于批判性报道的干涉正在削弱《好奇心日报》的业务。
2019年8月28日零时，好奇心日報宣布恢复更新，剩餘保持更新的欄目只保留四個——「大公司頭條」、「城市早報」、「為什麼讀書」、「好奇心研究所」。並新增栏目“蓬皮杜”。對於平台上文章的评论，有別於之前，將在每天在10点半和下午15点选择性放出。此篇更新通告發布不到兩個小時之後，在微信公眾號的文章顯示為「此內容因違規無法查看」。並且，在另外幾個小時之後，其移動端應用和網站中的相同文章均無法被看到。而截至12月31日，該應用在中國內地應用商店未上架。
2020年11月13日，好奇心日报在最后一次更新后销声匿迹，其客户端、小程序、官方微信公众号与新浪微博均已全部停止更新，其官方网站打开后提示502 Bad Gateway。
2022年12月，好奇心日报官方微博恢复活动，微信公众号“小鸟与好奇心”恢复更新。